# Baraona
Baraona település Spanyolországban, Soria tartományban. Baraona Alpanseque, Rello, Caltojar, Villasayas, Almazán, Adradas, Alcubilla de las Peñas, Yelo és Sienes községekkel határos. Lakosainak száma 122 fő (2024).

## Népesség
A település népessége az elmúlt években az alábbi módon változott:
| Lakosok száma | 229  | 211  | 191  | 187  | 183  | 171  | 143  | 135  | 128  | 122  |
|               | 2001 | 2004 | 2007 | 2009 | 2012 | 2014 | 2017 | 2019 | 2022 | 2024 |